# Шевалье д’Эон
Шарль д’Эо́н де Бомо́н (фр. Charles d'Éon de Beaumont, или шевалье́ д’Эо́н (фр. chevalier d'Éon); полное имя — Шарль-Женевье́в-Луи́-Огю́ст-Андре́-Тимоте́ д’Эо́н де Бомо́н (фр. Charles-Geneviève-Louis-Auguste-André-Timothée d'Éon de Beaumont); 5 октября 1728 — 21 мая 1810) — французский дворянин, тайный агент, принадлежавший к дипломатической сети «Королевского секрета», который 48 лет жизни провёл как мужчина и 34 года — как женщина (вопрос о его половой принадлежности остаётся открытым). Несмотря на хрупкое телосложение, шевалье считался одним из лучших фехтовальщиков своего времени.(к концу жизни создал школу фехтования)

## Ранние годы
Шарль д’Эон родился в Тоннере, в семье адвоката. В своих записках он утверждает, что в детстве его одевали как мальчика, хотя был он девочкой: наличие наследников мужского пола стало условием получения наследства со стороны родственников по материнской линии. Окончив с отличием парижский коллеж Мазарини, д’Эон устроился клерком в налоговое ведомство. Семь лет спустя он был завербован тайной сетью французских дипломатов («Королевский секрет»).
Первым поручением д’Эона была поездка в Россию в 1755 году, где он должен был войти в доверие к императрице Елизавете Петровне с тем, чтобы расстроить русско-австрийский альянс (см. Дипломатическая революция). Этот период жизни д’Эона окружён легендами, отразившимися в романе Валентина Пикуля «Пером и шпагой», и достоверно о нём известно мало.
Согласно легенде публикаторов, именно д’Эон «обнаружил» в Петербурге и вывез во Францию так называемое завещание Петра Великого; ряд историков считает, что агент «Королевского секрета» мог быть действительно причастен к фабрикации первоначальной версии этой знаменитой подделки. По другой версии, именно в Петербурге д’Эон стал носить женское платье и настолько преуспел в своей миссии, что был допущен к самодержице в качестве чтицы, ежедневно читая ей на сон грядущий (в мемуарах самого д’Эона указывается, что он был чтицей у княгини Воронцовой:335).
После смерти Елизаветы Петровны д’Эон был отозван во Францию и успел принять участие в последних битвах Семилетней войны под командованием маршала де Брольи. Он был ранен и получил за храбрость орден св. Людовика.

## Пребывание в Лондоне
В 1763 году д’Эон, вновь в мужском платье, получил назначение в Лондон. В его задачи входило установление контактов с британской аристократией путём кредитования их французским вином и разработка плана вторжения французов в Уэльс, для чего он ездил осматривать западное побережье страны.
Деятельность д’Эона была прервана назначением нового посла, графа де Герши, с которым шевалье не сошёлся характерами; дело могло окончиться дуэлью, но этому помешала смерть посла. Всё посольство разделилось на партии сторонников и противников шевалье, в нескольких случаях разногласия выносились на рассмотрение лондонского суда.
В 1764 году посол добился отстранения д’Эона от дел, однако последний, наладив  связи с другим экс-шпионом, Тевено де Морандом, написал королю письмо, в котором обвинял посла в попытке подстроить своё отравление. По-видимому, не без его участия лондонские издатели опубликовали в 1764 году переписку между агентами «Королевского секрета».
По всей вероятности, именно во время этого конфликта посольство стало распускать слухи о том, что отставной французский драгун на самом деле — женщина. Дело получило большую огласку, и в печати стали появляться карикатуры на д’Эона. В середине 1770-х этот вопрос постоянно обсуждался в прессе, дошло до того, что ставки на то, к какому полу принадлежит д’Эон, начали оформляться на Лондонской фондовой бирже:108.
Согласно другой версии, д’Эона вынудили признать себя женщиной, чтобы у родственников графа Герши не было возможности бросить ему вызов, так как ни у кого не возникало сомнений об исходе поединка, — ведь д’Эон считался одним из лучших фехтовальщиков Европы.
Прошло десять лет, прежде чем смерть короля и роспуск «Королевского секрета» открыли д’Эону возможность вернуться на континент. В ходе переговоров с Бомарше (представлявшим интересы французского правительства) д’Эон потребовал, чтобы его признали женщиной и позволили носить женское платье. Однако, по другой версии, подтверждённой архивными документами, превратить шевалье в даму задумал французский король Людовик XV. Получив от короля средства на соответствующее обновление гардероба, д’Эон в 1777 году вернулся на родину. С тех пор и до конца жизни шевалье звался мадемуазель де Бомон.

## По окончании службы
В 1779 году д’Эон опубликовал под чужим именем мемуары под названием «Военная, общественная и частная жизнь мадемуазель д’Эон», в которых, несомненно, приукрасил свои приключения. В то время он жил с матерью в Тоннерре на пенсию, назначенную покойным королём. Французская революция означала для него потерю постоянного дохода. Распродав библиотеку, д’Эон в 1785 году вернулся в Англию, где у него к тому времени образовался широкий круг знакомств (в том числе Георг IV).
Даже в сравнительно пожилом возрасте мадемуазель де Бомон не оставляла попыток вернуться на военную службу под знамёнами Франции. Она неудачно пыталась принять участие в освободительной войне американских колоний, а в 1792 году направила в Национальное собрание петицию с предложением возглавить женский батальон «амазонок». Регулярно принимала участие в турнирах по фехтованию, пока в 1796 году не получила серьёзное ранение.
Последние годы мадемуазель д’Эон провела в нужде, деля жилище с некой мисс Коул. Умерла она в Лондоне в возрасте 81 года. Осмотревший её тело врач пришёл к выводу, что оно принадлежит мужчине, и подписал акт следующего содержания: «Настоящим подтверждаю, что осмотрел и вскрыл труп шевалье д’Эона и при этом обнаружил на его теле мужские гениталии, прекрасно развитые во всех отношениях». Не исключено, что шевалье страдал от синдрома Каллмана (неполная маскулинизация).
Термин «эонизм» долгое время использовался для обозначения трансгендерного поведения. Одно из первых в мире обществ кроссдрессеров носит имя Бомона.

## Образ в искусстве

### В живописи
- Портрет д’Эона, написанный маслом французским художником Жан-Лораном Монье, демонстрировался в 1791 году в Лондоне, в Королевской академии художеств. Повторение этого портрета, выполненное в 1792 году английским художником Томасом Стюартом и пропавшее в 1926 году, идентифицировал историк искусства Филип Мулд[англ.], купивший картину на торгах неподалёку от Нью-Йорка как «Портрет неизвестной» кисти Гилберта Стюарта, после чего в 2012 году полотно было куплено Национальной портретной галереей (Лондон)[10].
- Картина, изображающая поединок между шевалье де Сен-Жоржем и шевалье д’Эоном 9 апреля 1787 г. кисти Александра-Огюста Робино.

### В театре
- 1837 — «Шевальесса д’Эон» (La Chevalière d'Éon), историческая комедия в двух актах с куплетами Шарля Дюпёти[фр.] и Шарль-Огюста Клевера, барона Молдиньи (Charles-Auguste Clever, baron de Maldigny), Театр водевиля[фр.], Париж.
- 1837 — «Шевалье д’Эон», комедия в трёх актах с пением авторства Жан-Франсуа Байяра и Дюмануара, Театр варьете[фр.], Париж.
- 2008 — «Эонагата» (Eonnagata), синтетический спектакль, созданный режиссёром Робером Лепажем, хореографом Расселом Малифантом[англ.] и балериной Сильви Гиллем. Звуковое оформление — Жан-Себастьян Коте[англ.], художник по костюмам — Александр Маккуин, художник по свету — Michael Hulls (премия Лоренса Оливье 2010 года в том числе за этот спектакль). Премьерный показ состоялся в Квебеке (Канада) в декабре 2008 года[11].

### В литературе
Жизни шевалье д’Эона посвящены несколько книг на английском и французском языках, роман Валентина Пикуля «Пером и шпагой» (1963, опубликован в 1972) и рассказ «Шевалье д’Эон» То Убукаты.

### В кино и на телевидении
- 1921 — «Exzellenz Unterrock» (Германия). В роли Марлон Леглер.
- 1928 — «Marquis d’Eon, der Spion der Pompadour» (Германия). В роли Лиана Хайд.
- 1957 — «Загадки истории» (Франция, сериал) / «Énigmes de l’histoire». Серия «Le chevalier d'Éon». В роли Марсель Рансон-Эрве.
- 1959 — «Секрет шевалье д’Эона[фр.]», фильм Жаклин Одри по сценарию Жака Лорана, в главной роли Андре Дебар[фр.].
- 1972 — «Figaro-ci, Figaro-là» (Франция). В роли Жак Деступ.
- 1996 — «Beaumarchais l’insolent» (Франция). В роли Клэр Небу.
- 2006 — «Шевалье д’Эон» / «Eru kazado». Японский аниме-сериал на основе одноимённого рассказа То Убукаты[англ.], демонстрировавшийся телеканалом WOWOW в 2006—2007 годах.
- 2008 — «Пером и шпагой», российский телесериал, демонстрировавшийся на канале «Россия». В роли Антон Макарский.
- 2009 — «Nicolas Le Floch» (Франция, сериал). В роли Филипп Демар.
- 2015 - Versailles / Версаль (Франция, сериал). В роли Марк Рендалл. Персонаж появляется во втором сезоне.

### В играх
Появлялся/появлялась в мобильной игре Fate/Grand Order в качестве слуги класса Сейбер.
Появляется в игре Assassin’s Creed Unity в рамках второстепенного задания, предлагая главному герою сразиться с лучшими дуэлянтами Парижа, последним из которых оказывается сам д’Эон. Одет в платье и просит не смущаться его внешности. Победу над собой комментирует словами «Тебе нет нужды преклонять колено ни перед кем — ни перед мужчиной, ни перед женщиной».

### В музыке
Упоминается в песне «Sans contrefaçon» французской певицы Милен Фармер.